# Oman Quadrangular Series 2018/19
Die Oman Quadrangular Series 2019 war ein Vier-Nationen-Turnier, das vom 9. bis zum 17. Februar 2019 in Oman im Twenty20 Cricket ausgetragen wurde. Bei dem zur internationalen Cricket-Saison 2018/19 gehörenden Turnier nahmen neben dem Gastgeber die Mannschaften aus Irland, den Niederlanden und Schottland teil. Schottland gewann den Wettbewerb durch eine bessere Net Run Rate.

## Vorgeschichte
Oman nahm zuvor an der ICC World Cricket League Division Three 2018 teil, für die drei anderen Mannschaft ist es das erste Wettbewerb der Saison.

## Format
In einer Vorrunde spielte jede Mannschaft gegen jede einmal. Für einen Sieg gab es zwei, für ein Unentschieden oder No Result 1 Punkt.

## Stadion
Das folgende Stadion wurde für das Turnier ausgewählt und am 22. November 2018 bekanntgegeben.
| Stadion                   | Stadt  | Kapazität | Spiele      |
| ------------------------- | ------ | --------- | ----------- |
| Al Emarat Cricket Stadium | Maskat |           | 1.–6. Spiel |

## Kaderlisten
Schottland benannte seinen Kader am 11. Januar 2019.
| Twenty20 | Twenty20 | Twenty20 | Twenty20 |
| Oman | Irland | Niederlande | Schottland |
| --- | --- | --- | --- |
| - Ajay Lalcheta (K) - Khawar Ali (VK) - Wasim Ali - Fayyaz Butt - Aamir Kaleem - Kaleemullah - Bilal Khan - Mehran Khan - Naseem Khushi (wk) - Sufyan Mehmood - Mohammad Nadeem - Khurram Nawaz - Jay Odedra - Jatinder Singh | - Paul Stirling (K) - Andrew Balbirnie - Peter Chase - George Dockrell - Shane Getkate - Josh Little - Andy McBrine - Kevin O’Brien - Stuart Poynter - Boyd Rankin - Simi Singh - Harry Tector - Stuart Thompson - Lorcan Tucker | - Pieter Seelaar (K) - Wesley Barresi - Ben Cooper - Ryan ten Doeschate - Scott Edwards - Timm van der Gugten - Fred Klaassen - Paul van Meekeren - Stephan Myburgh - Max O’Dowd - Shane Snater - Roelof van der Merwe - Tobias Visee - Sikander Zulfiqar | - Kyle Coetzer (K) - Richie Berrington - Matthew Cross - Alasdair Evans - Chris Greaves - Michael Leask - Calum MacLeod - George Munsey - Adrian Neill - Safyaan Sharif - Ruaidhri Smith - Hamza Tahir - Craig Wallace (wk) - Mark Watt |

## Spiele
Tabelle
| Teams       | Sp. | S | N | U | R | NR | Punkte | NRR    |
| ----------- | --- | - | - | - | - | -- | ------ | ------ |
| Schottland  | 3   | 2 | 1 | 0 | 0 | 0  | 4      | +0.877 |
| Niederlande | 3   | 2 | 1 | 0 | 0 | 0  | 4      | +0.207 |
| Irland      | 3   | 2 | 1 | 0 | 0 | 0  | 4      | +0.033 |
| Oman        | 3   | 0 | 3 | 0 | 0 | 0  | 0      | −1.100 |

Sieg: 2 Punkte; Remis: 1 Punkte
Spiele
| 13. Februar Scorecard | Maskat | Schottland 153-7 (20)             | – | Niederlande 154-3 (19.5) |
|                       |        | Niederlande gewinnt mit 7 Wickets |   |                          |

| 13. Februar Scorecard | Maskat | Irland 159-5 (20)          | – | Oman 144-9 (20) |
|                       |        | Irland gewinnt mit 15 Runs |   |                 |

| 15. Februar Scorecard | Maskat | Oman 166-4 (20)                   | – | Niederlande 167-2 (18.5) |
|                       |        | Niederlande gewinnt mit 8 Wickets |   |                          |

| 15. Februar Scorecard | Maskat | Irland 180-7 (20)                | – | Schottland 181-4 (18.3) |
|                       |        | Schottland gewinnt mit 6 Wickets |   |                         |

| 17. Februar Scorecard | Maskat | Niederlande 182-9 (20)      | – | Irland 183-9 (20) |
|                       |        | Irland gewinnt mit 1 Wicket |   |                   |

| 17. Februar Scorecard | Maskat | Oman 111 (19.3)                  | – | Schottland 115-3 (15.3) |
|                       |        | Schottland gewinnt mit 7 Wickets |   |                         |